# Tarodes lineatus
Tarodes lineatus (лат.) — вид аранеоморфных пауков из семейства пауков-скакунов (Salticidae). Единственный вид рода.

## Этимология
Название вида — лат. lineatus, означает линейчатый.

## Распространение
Эндемик Архипелага Бисмарка в Новой Британии.